# Huskies de Rouyn-Noranda
Die Huskies de Rouyn-Noranda (englisch Rouyn-Noranda Huskies) sind ein professionelles kanadisches Junioren-Eishockeyteam aus Rouyn-Noranda in der Provinz Québec, das momentan in der Ligue de hockey junior majeur du Québec spielt. Seine Heimspiele trägt das Franchise in der Aréna Iamgold aus.

## Geschichte
1933 wurde das Franchise in Montreal, Québec als Montréal Junior Canadiens gegründet und spielte dort bis zum Umzug nach Saint-Hyacinthe 1989 unter verschiedenen Namen. 1996 wurde das Team schließlich nach Rouyn-Noranda umgesiedelt.
Seit dem Umzug gewannen die Huskies zwei Titel der regulären Saison, den ersten 1998, den zweiten im Jahr 2005. Die Coupe du Président und damit die Meisterschaft der LHJMQ gewannen die Huskies in der Saison 2015/16, ein Erfolg, den sie 2018/19 wiederholen konnten und anschließend auch ihren ersten Memorial Cup errangen.

## LHJMQ-Awards
| Trophée Jean Béliveau (Top Scorer) - 1998/99 Mike Ribeiro Coupe RDS (Rookie des Jahres) - 1997/98 Mike Ribeiro Trophée Michel Bergeron (Offensiv-Rookie des Jahres) - 1997/98 Mike Ribeiro Trophée Paul Dumont (Persönlichkeit des Jahres) - 1997/98 Mike Ribeiro | Ford Cup – Offensive (Offensivspieler des Jahres) - 1997/98 Pierre Dagenais - 1998/99 James Desmarais Ford Cup – Defensive (Defensivspieler des Jahres) - 2000/01 Maxime Ouellet Trophée Marcel Robert (Schulmäßigster Spieler des Jahres) - 2002/03 Eric L’Italien |

## Spielzeiten
| Saison  | Sp | S  | N  | U/SON | OTN | Pkt | Pct % | T   | GT  | Platzierung            | Play-offs                |
| ------- | -- | -- | -- | ----- | --- | --- | ----- | --- | --- | ---------------------- | ------------------------ |
| 1996/97 | 70 | 16 | 49 | 5     | —   | 37  | 0.264 | 174 | 324 | 7. Lebel Division      | nicht qualifiziert       |
| 1997/98 | 70 | 43 | 23 | 4     | —   | 90  | 0.643 | 338 | 245 | 1. Lebel Division      | Divisions-Viertelfinale  |
| 1998/99 | 70 | 36 | 23 | 11    | —   | 83  | 0.593 | 314 | 261 | 2. Lebel Division      | Divisions-Finale         |
| 1999/00 | 72 | 33 | 33 | 4     | 2   | 72  | 0.486 | 272 | 288 | 2. West Division       | Conference-Halbfinale    |
| 2000/01 | 72 | 43 | 22 | 5     | 2   | 93  | 0.632 | 318 | 251 | 2. West Division       | Conference-Halbfinale    |
| 2001/02 | 72 | 26 | 36 | 6     | 4   | 62  | 0.403 | 232 | 281 | 3. West Division       | Conference-Viertelfinale |
| 2002/03 | 72 | 31 | 33 | 0     | 8   | 70  | 0.431 | 268 | 273 | 4. West Division       | Conference-Viertelfinale |
| 2003/04 | 70 | 30 | 27 | 9     | 4   | 73  | 0.493 | 260 | 265 | 3. West Division       | Conference-Viertelfinale |
| 2004/05 | 70 | 31 | 23 | 11    | 5   | 78  | 0.521 | 266 | 244 | 1. West Division       | Conference-Halbfinale    |
| 2005/06 | 70 | 43 | 22 | 3     | 2   | 91  | 0.614 | 305 | 259 | 3. West Division       | Conference-Achtelfinale  |
| 2006/07 | 70 | 36 | 27 | 4     | 3   | 79  | 0.564 | 265 | 266 | 5. Telus Division      | Division-Finale          |
| 2007/08 | 70 | 47 | 20 | 1     | 2   | 97  | 0.693 | 294 | 238 | 1. Telus Division      | Meisterschaftsfinale     |
| 2008/09 | 68 | 30 | 30 | 3     | 5   | 68  | 0.500 | 210 | 245 | 3. Telus Division West | Division-Viertelfinale   |
| 2009/10 | 68 | 41 | 21 | 4     | 2   | 88  | 0.647 | 256 | 205 | 1. Telus Division West | Division-Halbfinale      |
| 2010/11 | 68 | 12 | 50 | 2     | 4   | 30  | 0.221 | 151 | 339 | 6. Telus Division West | nicht qualifiziert       |
| 2011/12 | 68 | 24 | 36 | 4     | 4   | 56  | 0.412 | 227 | 296 | 5. Telus Division West | Division-Viertelfinale   |
| 2012/13 | 68 | 40 | 24 | 3     | 1   | 84  | 0.618 | 283 | 255 | 2. Telus Division West | Conference-Finale        |
| 2013/14 | 68 | 35 | 28 | 2     | 3   | 75  | 0.551 | 254 | 243 | 5. Telus Division West | Conference-Halbfinale    |

Legende zur Saisonstatistik: GP oder Sp = Spiele insgesamt; W oder S = Siege; L oder N = Niederlagen; T oder U = Unentschieden; OTS = Siege nach Verlängerung (Overtime);  OTN oder OL = Overtime-Niederlagen; SOS = Shootout-Siege; SOL oder SON = Shootout-Niederlagen; P oder Pkt = Punkte; Pct % = Siege in %; GF oder T = Tore; GA oder GT = Gegentore

## Ehemalige Spieler
Einige Spieler, die ihre Juniorenzeit bei den Huskies verbrachten, standen später auch in der National Hockey League auf dem Eis:
- Sven Andrighetto
- Alexandre Bolduc
- Mathieu Carle
- Sebastien Centomo
- Pierre Dagenais
- Guillaume Desbiens
- Nicolas Deslauriers
- Pascal Dupuis
- Philippe Dupuis
- Alexandre Giroux
- Nikita Kutscherow
- Guillaume Lefebvre
- Timo Meier
- Philippe Myers
- Liam O’Brien
- Maxime Ouellet
- Mike Ribeiro
- Rémi Royer
- Maxime Talbot
- Iwan Wischnewski